# Јован II Монфератски
Јован II Палеолог (5. фебруар 1321 — 19. март 1372. године) је био маркгроф Монферата од 1338. године.

## Биографија
Јован је био син маркиза Теодора I од Монферата, био му је савладар од 1336. године. Стекао је велико богатство приликом ширења граница маркгрофовије против својих суседа. Уз помоћ свог рођака Отона од Брунсвик-Грубенхагена, маркгроф Јован II се окренуо против Анжујаца из Напуља, који су имали велике поседе у Пијемонту и Савоји. Дана 9. октобра 1338. године именован је за гувернера Астија.
Године 1343, када је Роберт, краљ Напуља умро, а његова млада унука Јована I преузела круну, маркиз Јован II је искористио прилику да прошири своју контролу у северној Италији. До 1344. године освојио је Алесандрију, Асти, Тортону, Бра и Албу. 22. априла 1345. године, у бици код Гаменарија, победио је анжујског викара Рефорцу д'Ангула, који је погинуо у бици. Уз прећутну подршку Лукина Висконтија, Јован је заузео Албу, Бра, Валенцу и 1348. године, Кунео. Његова моћ је порасла 1355. године када је пратио цара Карла IV кроз Италију. Тада је добио градове Кераско, Новару и Павију.
Браком са последњом титуларном краљицом Мајорке, Изабелом, изгубио је подршку цара и морао је да одбија нападе царских и Висконтијевих трупа. Овај сукоб се завршио реституцијом територије око Павије коју је одузео маркиз Јован II Висконтима у замену за Висконтијеве поседе у области Асти. Маркгроф Јован II је изгубио многе вазале од Висконтија. Својим тестаментом из 1372. године, маркгроф Јован II је препустио старатељство над својом децом Отону од Брунсвика и Амадеу VI Савојском. Имао је четири сина, од којих су га три наследила, и ћерку са супругом Изабелом (Секундото, Јован III, Теодор II, Маргарета и Вилијам). Маркиз Јован II Палеолог је умро у Волпијану близу Торина убрзо након што је саставио свој тестамент и сахрањен је у Кивасу.